# Pedro Roberto Silva Botelho
Pedro Roberto Silva Botelho (Salvador, Brazilië, 14 december 1989) is een Braziliaans voetballer. Hij speelt als verdediger bij EC Vitória.
Pedro Botelho werd in 2007 door Arsenal FC ontdekt en weggehaald uit Brazilië.  De Londense  ploeg leende hem onmiddellijk uit aan het in Segunda División A spelend UD Salamanca. Tijdens zijn eerste seizoen kwam hij door bureaucratische problemen niet toe tot spelen. Ook tijdens het tweede seizoen startte hij niet als basisspeler, maar kon zich in de heenronde opwerken tot basisspeler. Maar toen kwamen de problemen. Zonder toelating ging hij naar Madrid om een wedstrijd van de Champions League tussen Real Madrid en Juventus Turijn bij te wonen. Dit had een boete van 3000€ tot gevolg. Na nog drie sancties voor overtreding van het interne reglement werd het contract met Arsenal verbroken en keerde de speler voortijdig terug naar Engeland.
Op het begin van het seizoen 2009-2010 keerde de speler terug naar de Segunda División A en wel bij Celta de Vigo. Daar werd hij een van de steunpilaren van de verdediging, maar alweer speelde zijn karakter hem parten. Na verschillende problemen met ploeggenoten, besliste het bestuur om zijn contract op het einde van het seizoen niet te verlengen en keerde hij voor de tweede keer weer naar de Londense club.
Voor het seizoen 2010-2011 vindt de Engelse ploeg een derde ploeg uit de Segunda División A, het ambitieuze FC Cartagena. Daar loopt hij Juan Ignacio Martínez, zijn trainer van het eerste seizoen bij Salamanca, weer tegen het lijf. Hij slaagt er onmiddellijk in om een basisplaats op te eisen en tijdens de eerste wedstrijd van het seizoen scoort hij tegen het uit Primera División gedegradeerde Xerez zijn eerste doelpunt. Hij werd een van de smaakmakers van de ploeg en behaalde met 39 competitie wedstrijden en 1 bekerwedstrijd de meeste selecties.
Arsenal leende hem voor het seizoen 2011-2012 voor de vierde maal uit, nu naar het net naar Primera División gestegen Rayo Vallecano. Bij deze ploeg bewees hij dat hij ook het hoogste niveau van de Spaanse competitie aankan. In januari 2012 werd de speler echter opgepakt wegens dronken achter het stuur. Juan Ignacio Martínez, trainer van reeksgenoot UD Levante stak het niet onder stoelen en banken dat hij graag voor een derde keer met de speler zou samenwerken. Hij haalde zijn slag thuis en de speler werd ingelijfd in januari 2012. Ook bij deze ploeg kon hij overtuigen en kon geregeld spelen.
Nadat bleek dat hij geen kans kreeg bij Arsenal FC, keerde hij op 23 juli terug naar Brazilië. Hij tekende voor het seizoen 2012-2013 een contract bij Clube Atlético Paranaense, een ploeg uit de Campeonato Brasileiro Série B.
Vanaf het seizoen 2014 tekende hij een contract bij Clube Atlético Mineiro, een ploeg uit de Regionale Campeonato Mineiro. De ploeg werd tweede in deze competitie, zodat ze vanaf april 2014 mocht starten op het hoogste niveau, de Campeonato Brasileiro Série A.
Begin februari 2016 werd hij uitgeleend aan het Portugese GD Estoril-Praia, een ploeg uit de Primeira Liga.
Vanaf seizoen 2016-2017 keerde hij terug naar zijn vaderland en tekende voor de tweede keer bij Clube Atlético Paranaense, een ploeg uit de Campeonato Brasileiro Série B.  In januari stapte hij over naar Boavista SC.
Tijdens het seizoen 2017-2018 speelde hij voor reeksgenoot Clube de Regatas Brasil.  Begin 2018 stapte hij naar een andere reeksgenoot over, EC Vitória en enkele maanden later naar EC São Bento.  Vanaf begin 2019 keerde hij terug naar EC Vitória, maar hij zou nooit in actie komen tijdens een officiële wedstrijd.
Vanaf 2020 stapte hij over naar Rio Branco SC, een ploeg uit de Campeonato Paranaense.